# Lista di asteroidi (587001-588000)
Di seguito una lista di asteroidi dal numero 587001  al 588000 con data di scoperta e scopritore.

## 587001–587100
| Nome   | Designazione provvisoria | Data di scoperta  | Scopritore                |
| ------ | ------------------------ | ----------------- | ------------------------- |
| 587001 | 2005 QG25                | 27 agosto 2005    | Spacewatch                |
| 587002 | 2005 QN48                | 28 agosto 2005    | Spacewatch                |
| 587003 | 2005 QG57                | 30 agosto 2005    | M. Ory                    |
| 587004 | 2005 QP76                | 6 agosto 2005     | NEAT                      |
| 587005 | 2005 QZ103               | 29 agosto 2005    | Spacewatch                |
| 587006 | 2005 QF116               | 28 agosto 2005    | Spacewatch                |
| 587007 | 2005 QH122               | 28 agosto 2005    | Spacewatch                |
| 587008 | 2005 QB137               | 28 agosto 2005    | Spacewatch                |
| 587009 | 2005 QG144               | 26 agosto 2005    | NEAT                      |
| 587010 | 2005 QE152               | 30 agosto 2005    | Spacewatch                |
| 587011 | 2005 QR161               | 29 luglio 2005    | NEAT                      |
| 587012 | 2005 QG169               | 30 agosto 2005    | NEAT                      |
| 587013 | 2005 QB189               | 31 agosto 2005    | NEAT                      |
| 587014 | 2005 QM191               | 28 aprile 2012    | Mount Lemmon Survey       |
| 587015 | 2005 QK192               | 30 agosto 2005    | Spacewatch                |
| 587016 | 2005 QN192               | 9 febbraio 2013   | Pan-STARRS                |
| 587017 | 2005 QO192               | 29 agosto 2005    | NEAT                      |
| 587018 | 2005 QR192               | 26 ottobre 2011   | Pan-STARRS                |
| 587019 | 2005 QX192               | 30 agosto 2005    | Spacewatch                |
| 587020 | 2005 QZ192               | 17 gennaio 2013   | Spacewatch                |
| 587021 | 2005 QC193               | 30 agosto 2005    | Spacewatch                |
| 587022 | 2005 QG198               | 8 ottobre 2016    | Pan-STARRS                |
| 587023 | 2005 QH199               | 21 settembre 2017 | Pan-STARRS                |
| 587024 | 2005 QR200               | 29 agosto 2005    | Spacewatch                |
| 587025 | 2005 QS200               | 15 dicembre 2011  | Pan-STARRS                |
| 587026 | 2005 QP201               | 30 agosto 2005    | Spacewatch                |
| 587027 | 2005 QQ201               | 28 agosto 2005    | Spacewatch                |
| 587028 | 2005 QW204               | 30 agosto 2005    | Spacewatch                |
| 587029 | 2005 QJ205               | 29 agosto 2005    | Spacewatch                |
| 587030 | 2005 QL205               | 28 agosto 2005    | Spacewatch                |
| 587031 | 2005 RM19                | 1 settembre 2005  | NEAT                      |
| 587032 | 2005 RO28                | 12 settembre 2005 | Spacewatch                |
| 587033 | 2005 RU32                | 13 settembre 2005 | V. S. Casulli             |
| 587034 | 2005 RX35                | 3 settembre 2005  | Osservatorio di Mauna Kea |
| 587035 | 2005 RA36                | 3 settembre 2005  | Osservatorio di Mauna Kea |
| 587036 | 2005 RT42                | 30 agosto 2005    | Spacewatch                |
| 587037 | 2005 RW45                | 28 gennaio 2007   | Spacewatch                |
| 587038 | 2005 RG48                | 27 ottobre 2005   | CSS                       |
| 587039 | 2005 RC52                | 3 settembre 2005  | NEAT                      |
| 587040 | 2005 RL53                | 13 settembre 2005 | Spacewatch                |
| 587041 | 2005 RX55                | 6 marzo 2013      | Pan-STARRS                |
| 587042 | 2005 RD57                | 28 marzo 2011     | Spacewatch                |
| 587043 | 2005 RL60                | 1 settembre 2005  | Spacewatch                |
| 587044 | 2005 RN60                | 1 settembre 2005  | Spacewatch                |
| 587045 | 2005 SC78                | 24 settembre 2005 | Spacewatch                |
| 587046 | 2005 SQ115               | 27 settembre 2005 | Spacewatch                |
| 587047 | 2005 SQ126               | 24 settembre 2005 | Spacewatch                |
| 587048 | 2005 SS141               | 25 settembre 2005 | Spacewatch                |
| 587049 | 2005 SE142               | 25 settembre 2005 | Spacewatch                |
| 587050 | 2005 SM143               | 31 agosto 2005    | NEAT                      |
| 587051 | 2005 SA155               | 26 settembre 2005 | Spacewatch                |
| 587052 | 2005 SX171               | 29 settembre 2005 | Spacewatch                |
| 587053 | 2005 SF181               | 29 settembre 2005 | Spacewatch                |
| 587054 | 2005 SE201               | 30 settembre 2005 | Spacewatch                |
| 587055 | 2005 SE208               | 30 settembre 2005 | Spacewatch                |
| 587056 | 2005 SO208               | 30 settembre 2005 | Mount Lemmon Survey       |
| 587057 | 2005 SS208               | 30 settembre 2005 | Mount Lemmon Survey       |
| 587058 | 2005 SD228               | 13 settembre 2005 | Spacewatch                |
| 587059 | 2005 SS241               | 4 aprile 2002     | NEAT                      |
| 587060 | 2005 SX259               | 25 settembre 2005 | Spacewatch                |
| 587061 | 2005 SB260               | 26 settembre 2005 | Spacewatch                |
| 587062 | 2005 SF267               | 29 settembre 2005 | Spacewatch                |
| 587063 | 2005 SW277               | 30 settembre 2005 | Osservatorio di Mauna Kea |
| 587064 | 2005 SY277               | 30 settembre 2005 | Osservatorio di Mauna Kea |
| 587065 | 2005 SY281               | 1 ottobre 2005    | SDSS Collaboration        |
| 587066 | 2005 SF282               | 23 settembre 2005 | Spacewatch                |
| 587067 | 2005 SP282               | 29 settembre 2005 | Mount Lemmon Survey       |
| 587068 | 2005 SL285               | 1 ottobre 2005    | SDSS Collaboration        |
| 587069 | 2005 SN286               | 11 ottobre 2005   | SDSS Collaboration        |
| 587070 | 2005 SE294               | 12 novembre 2005  | Spacewatch                |
| 587071 | 2005 SQ294               | 30 settembre 2005 | Mount Lemmon Survey       |
| 587072 | 2005 SB295               | 29 settembre 2005 | Spacewatch                |
| 587073 | 2005 SD295               | 29 settembre 2005 | Spacewatch                |
| 587074 | 2005 SP295               | 29 settembre 2005 | Spacewatch                |
| 587075 | 2005 SC296               | 26 settembre 2005 | Spacewatch                |
| 587076 | 2005 SL297               | 13 febbraio 2013  | Pan-STARRS                |
| 587077 | 2005 SS297               | 28 febbraio 2008  | Mount Lemmon Survey       |
| 587078 | 2005 SE300               | 1 settembre 2013  | Pan-STARRS                |
| 587079 | 2005 SZ300               | 30 settembre 2005 | Osservatorio di Mauna Kea |
| 587080 | 2005 SA301               | 30 settembre 2005 | Mount Lemmon Survey       |
| 587081 | 2005 SC301               | 29 settembre 2005 | Mount Lemmon Survey       |
| 587082 | 2005 SQ301               | 29 settembre 2005 | Mount Lemmon Survey       |
| 587083 | 2005 TO8                 | 1 ottobre 2005    | Spacewatch                |
| 587084 | 2005 TA23                | 14 marzo 2004     | Spacewatch                |
| 587085 | 2005 TG26                | 1 ottobre 2005    | Mount Lemmon Survey       |
| 587086 | 2005 TX29                | 26 settembre 2005 | LINEAR                    |
| 587087 | 2005 TP35                | 1 ottobre 2005    | Spacewatch                |
| 587088 | 2005 TC37                | 1 ottobre 2005    | Mount Lemmon Survey       |
| 587089 | 2005 TA39                | 25 settembre 2005 | Spacewatch                |
| 587090 | 2005 TH39                | 25 settembre 2005 | Spacewatch                |
| 587091 | 2005 TF67                | 5 ottobre 2005    | Mount Lemmon Survey       |
| 587092 | 2005 TG69                | 6 ottobre 2005    | Mount Lemmon Survey       |
| 587093 | 2005 TJ84                | 3 ottobre 2005    | Spacewatch                |
| 587094 | 2005 TD85                | 3 ottobre 2005    | Spacewatch                |
| 587095 | 2005 TQ109               | 7 ottobre 2005    | Spacewatch                |
| 587096 | 2005 TZ109               | 29 settembre 2005 | Spacewatch                |
| 587097 | 2005 TC124               | 5 marzo 2002      | SDSS Collaboration        |
| 587098 | 2005 TO138               | 29 settembre 2005 | Spacewatch                |
| 587099 | 2005 TE139               | 8 ottobre 2005    | Spacewatch                |
| 587100 | 2005 TP145               | 8 ottobre 2005    | Spacewatch                |

## 587101–587200
| Nome   | Designazione provvisoria | Data di scoperta  | Scopritore                 |
| ------ | ------------------------ | ----------------- | -------------------------- |
| 587101 | 2005 TX146               | 8 ottobre 2005    | Spacewatch                 |
| 587102 | 2005 TE147               | 8 ottobre 2005    | Spacewatch                 |
| 587103 | 2005 TS148               | 29 settembre 2005 | Spacewatch                 |
| 587104 | 2005 TL149               | 8 ottobre 2005    | Spacewatch                 |
| 587105 | 2005 TY154               | 1 ottobre 2005    | CSS                        |
| 587106 | 2005 TA156               | 9 ottobre 2005    | Spacewatch                 |
| 587107 | 2005 TO175               | 3 ottobre 2005    | CSS                        |
| 587108 | 2005 TX175               | 25 agosto 2005    | NEAT                       |
| 587109 | 2005 TS177               | 4 ottobre 2005    | NEAT                       |
| 587110 | 2005 TD182               | 3 ottobre 2005    | Spacewatch                 |
| 587111 | 2005 TJ197               | 27 agosto 2005    | LONEOS                     |
| 587112 | 2005 TC200               | 13 aprile 2008    | Spacewatch                 |
| 587113 | 2005 TN200               | 10 gennaio 2007   | Spacewatch                 |
| 587114 | 2005 TV200               | 23 aprile 2004    | W. K. Y. Yeung             |
| 587115 | 2005 TP201               | 11 settembre 2010 | Mount Lemmon Survey        |
| 587116 | 2005 TK202               | 24 novembre 2011  | Pan-STARRS                 |
| 587117 | 2005 TM203               | 1 ottobre 2005    | Spacewatch                 |
| 587118 | 2005 TE205               | 7 febbraio 2008   | Mount Lemmon Survey        |
| 587119 | 2005 TL205               | 24 dicembre 2006  | Spacewatch                 |
| 587120 | 2005 TX205               | 15 febbraio 2013  | ESA OGS                    |
| 587121 | 2005 TP206               | 22 marzo 2015     | Spacewatch                 |
| 587122 | 2005 TZ206               | 17 marzo 2013     | Mount Lemmon Survey        |
| 587123 | 2005 TP207               | 13 marzo 2007     | H. Kurosaki, A. Nakajima   |
| 587124 | 2005 TF210               | 1 ottobre 2005    | Mount Lemmon Survey        |
| 587125 | 2005 TZ213               | 7 ottobre 2005    | Spacewatch                 |
| 587126 | 2005 TM214               | 11 ottobre 2005   | Spacewatch                 |
| 587127 | 2005 UP30                | 11 ottobre 2005   | Spacewatch                 |
| 587128 | 2005 UR62                | 25 ottobre 2005   | Mount Lemmon Survey        |
| 587129 | 2005 UK77                | 24 ottobre 2005   | NEAT                       |
| 587130 | 2005 UV87                | 22 ottobre 2005   | Spacewatch                 |
| 587131 | 2005 US99                | 22 ottobre 2005   | Spacewatch                 |
| 587132 | 2005 US101               | 22 ottobre 2005   | Spacewatch                 |
| 587133 | 2005 UN121               | 24 ottobre 2005   | Spacewatch                 |
| 587134 | 2005 UP125               | 24 ottobre 2005   | Spacewatch                 |
| 587135 | 2005 UL137               | 25 ottobre 2005   | Mount Lemmon Survey        |
| 587136 | 2005 UP145               | 26 ottobre 2005   | Spacewatch                 |
| 587137 | 2005 UO150               | 29 settembre 2005 | Mount Lemmon Survey        |
| 587138 | 2005 UP150               | 27 settembre 2005 | Spacewatch                 |
| 587139 | 2005 UV156               | 24 ottobre 2005   | Spacewatch                 |
| 587140 | 2005 UQ164               | 24 ottobre 2005   | Spacewatch                 |
| 587141 | 2005 UU169               | 24 ottobre 2005   | Spacewatch                 |
| 587142 | 2005 UU194               | 1 ottobre 2005    | CSS                        |
| 587143 | 2005 UW212               | 27 ottobre 2005   | Spacewatch                 |
| 587144 | 2005 UZ218               | 25 ottobre 2005   | Spacewatch                 |
| 587145 | 2005 UH237               | 25 ottobre 2005   | Spacewatch                 |
| 587146 | 2005 UC239               | 25 ottobre 2005   | Spacewatch                 |
| 587147 | 2005 UJ245               | 25 ottobre 2005   | Spacewatch                 |
| 587148 | 2005 UC263               | 27 ottobre 2005   | Spacewatch                 |
| 587149 | 2005 UP264               | 30 settembre 2005 | Mount Lemmon Survey        |
| 587150 | 2005 UU273               | 22 ottobre 2005   | Spacewatch                 |
| 587151 | 2005 UB295               | 26 ottobre 2005   | Spacewatch                 |
| 587152 | 2005 UN296               | 26 ottobre 2005   | Spacewatch                 |
| 587153 | 2005 UA297               | 26 ottobre 2005   | Spacewatch                 |
| 587154 | 2005 UL312               | 29 ottobre 2005   | CSS                        |
| 587155 | 2005 UD321               | 27 ottobre 2005   | Spacewatch                 |
| 587156 | 2005 UH324               | 29 ottobre 2005   | Spacewatch                 |
| 587157 | 2005 UT327               | 29 ottobre 2005   | Spacewatch                 |
| 587158 | 2005 UR335               | 30 ottobre 2005   | Spacewatch                 |
| 587159 | 2005 UD339               | 31 ottobre 2005   | Spacewatch                 |
| 587160 | 2005 UV340               | 25 agosto 2000    | R. Millis, L. H. Wasserman |
| 587161 | 2005 UK346               | 30 ottobre 2005   | Spacewatch                 |
| 587162 | 2005 UY348               | 24 ottobre 2005   | NEAT                       |
| 587163 | 2005 UB356               | 30 ottobre 2005   | Spacewatch                 |
| 587164 | 2005 UV360               | 22 ottobre 2005   | Spacewatch                 |
| 587165 | 2005 US364               | 27 ottobre 2005   | Spacewatch                 |
| 587166 | 2005 UA376               | 27 ottobre 2005   | Spacewatch                 |
| 587167 | 2005 UE383               | 22 ottobre 2005   | Spacewatch                 |
| 587168 | 2005 UT384               | 22 ottobre 2005   | Spacewatch                 |
| 587169 | 2005 UV386               | 30 ottobre 2005   | Mount Lemmon Survey        |
| 587170 | 2005 UB393               | 30 ottobre 2005   | Mount Lemmon Survey        |
| 587171 | 2005 UW403               | 29 ottobre 2005   | Mount Lemmon Survey        |
| 587172 | 2005 UE404               | 29 ottobre 2005   | Spacewatch                 |
| 587173 | 2005 UL418               | 25 ottobre 2005   | Spacewatch                 |
| 587174 | 2005 UH425               | 28 ottobre 2005   | Spacewatch                 |
| 587175 | 2005 UH427               | 28 ottobre 2005   | Spacewatch                 |
| 587176 | 2005 UC435               | 29 ottobre 2005   | Mount Lemmon Survey        |
| 587177 | 2005 UR435               | 29 ottobre 2005   | Mount Lemmon Survey        |
| 587178 | 2005 UB440               | 23 ottobre 2005   | CSS                        |
| 587179 | 2005 UP445               | 1 maggio 2003     | Spacewatch                 |
| 587180 | 2005 US450               | 27 ottobre 2005   | Mount Lemmon Survey        |
| 587181 | 2005 UX453               | 30 ottobre 2005   | Mount Lemmon Survey        |
| 587182 | 2005 UH458               | 30 ottobre 2005   | Mount Lemmon Survey        |
| 587183 | 2005 US461               | 1 ottobre 2005    | Mount Lemmon Survey        |
| 587184 | 2005 UG499               | 13 febbraio 2002  | SDSS Collaboration         |
| 587185 | 2005 UD508               | 27 dicembre 2011  | Mount Lemmon Survey        |
| 587186 | 2005 UZ515               | 26 marzo 2007     | Spacewatch                 |
| 587187 | 2005 UZ518               | 25 ottobre 2005   | SDSS Collaboration         |
| 587188 | 2005 UX521               | 27 ottobre 2005   | SDSS Collaboration         |
| 587189 | 2005 UF522               | 27 ottobre 2005   | CSS                        |
| 587190 | 2005 UO528               | 27 dicembre 2006  | Mount Lemmon Survey        |
| 587191 | 2005 UJ529               | 25 ottobre 2005   | Spacewatch                 |
| 587192 | 2005 US529               | 29 ottobre 2005   | Mount Lemmon Survey        |
| 587193 | 2005 UR533               | 30 ottobre 2005   | Mount Lemmon Survey        |
| 587194 | 2005 UV533               | 29 ottobre 2005   | Spacewatch                 |
| 587195 | 2005 UW533               | 29 ottobre 2005   | Mount Lemmon Survey        |
| 587196 | 2005 UZ533               | 24 novembre 2011  | Mount Lemmon Survey        |
| 587197 | 2005 UK534               | 22 ottobre 2005   | Spacewatch                 |
| 587198 | 2005 UV534               | 21 dicembre 2006  | Mount Lemmon Survey        |
| 587199 | 2005 UX534               | 15 ottobre 2013   | Mount Lemmon Survey        |
| 587200 | 2005 UY534               | 27 ottobre 2005   | Mount Lemmon Survey        |

## 587201–587300
| Nome   | Designazione provvisoria | Data di scoperta  | Scopritore                |
| ------ | ------------------------ | ----------------- | ------------------------- |
| 587201 | 2005 UZ534               | 26 ottobre 2009   | Spacewatch                |
| 587202 | 2005 UG535               | 1 ottobre 2010    | Spacewatch                |
| 587203 | 2005 UO535               | 24 ottobre 2005   | Spacewatch                |
| 587204 | 2005 UT535               | 12 agosto 2010    | Spacewatch                |
| 587205 | 2005 UM536               | 18 gennaio 2013   | Mount Lemmon Survey       |
| 587206 | 2005 UV538               | 29 ottobre 2005   | Spacewatch                |
| 587207 | 2005 UH539               | 28 settembre 2009 | Mount Lemmon Survey       |
| 587208 | 2005 UL539               | 30 settembre 2010 | Mount Lemmon Survey       |
| 587209 | 2005 UW539               | 19 luglio 2015    | Pan-STARRS                |
| 587210 | 2005 UF540               | 26 ottobre 2005   | Spacewatch                |
| 587211 | 2005 UK540               | 27 dicembre 2006  | Mount Lemmon Survey       |
| 587212 | 2005 UQ543               | 25 ottobre 2005   | Mount Lemmon Survey       |
| 587213 | 2005 US544               | 10 aprile 2014    | Pan-STARRS                |
| 587214 | 2005 UG545               | 18 marzo 2013     | Mount Lemmon Survey       |
| 587215 | 2005 UY545               | 9 ottobre 2015    | Pan-STARRS                |
| 587216 | 2005 UQ546               | 30 settembre 2005 | Mount Lemmon Survey       |
| 587217 | 2005 UE547               | 27 ottobre 2005   | Spacewatch                |
| 587218 | 2005 UT547               | 25 ottobre 2005   | Spacewatch                |
| 587219 | 2005 UA548               | 22 ottobre 2005   | Spacewatch                |
| 587220 | 2005 UK549               | 27 ottobre 2005   | Spacewatch                |
| 587221 | 2005 UO553               | 28 ottobre 2005   | Spacewatch                |
| 587222 | 2005 VL5                 | 3 novembre 2005   | Mount Lemmon Survey       |
| 587223 | 2005 VD10                | 2 novembre 2005   | Mount Lemmon Survey       |
| 587224 | 2005 VE18                | 12 ottobre 2005   | Spacewatch                |
| 587225 | 2005 VZ24                | 1 novembre 2005   | Spacewatch                |
| 587226 | 2005 VV28                | 4 novembre 2005   | Spacewatch                |
| 587227 | 2005 VL29                | 1 novembre 2005   | Spacewatch                |
| 587228 | 2005 VB39                | 3 novembre 2005   | Mount Lemmon Survey       |
| 587229 | 2005 VR39                | 4 novembre 2005   | Mount Lemmon Survey       |
| 587230 | 2005 VO49                | 2 novembre 2005   | LINEAR                    |
| 587231 | 2005 VV58                | 30 ottobre 2005   | Spacewatch                |
| 587232 | 2005 VH62                | 7 ottobre 2005    | Mount Lemmon Survey       |
| 587233 | 2005 VL70                | 5 novembre 2005   | Mount Lemmon Survey       |
| 587234 | 2005 VT72                | 6 novembre 2005   | Mount Lemmon Survey       |
| 587235 | 2005 VZ83                | 30 ottobre 2005   | Mount Lemmon Survey       |
| 587236 | 2005 VJ84                | 27 ottobre 2005   | Spacewatch                |
| 587237 | 2005 VF85                | 4 novembre 2005   | Mount Lemmon Survey       |
| 587238 | 2005 VR87                | 6 novembre 2005   | Spacewatch                |
| 587239 | 2005 VM88                | 25 ottobre 2005   | Spacewatch                |
| 587240 | 2005 VV91                | 29 ottobre 2005   | Spacewatch                |
| 587241 | 2005 VH93                | 6 novembre 2005   | Mount Lemmon Survey       |
| 587242 | 2005 VF94                | 6 novembre 2005   | Mount Lemmon Survey       |
| 587243 | 2005 VX94                | 6 novembre 2005   | Spacewatch                |
| 587244 | 2005 VS95                | 6 novembre 2005   | Spacewatch                |
| 587245 | 2005 VT113               | 9 aprile 2002     | NEAT                      |
| 587246 | 2005 VV114               | 11 novembre 2005  | Spacewatch                |
| 587247 | 2005 VY114               | 11 novembre 2005  | Spacewatch                |
| 587248 | 2005 VB125               | 7 novembre 2005   | Osservatorio di Mauna Kea |
| 587249 | 2005 VP135               | 12 novembre 2005  | Spacewatch                |
| 587250 | 2005 VZ137               | 1 novembre 2005   | Mount Lemmon Survey       |
| 587251 | 2005 VB138               | 1 novembre 2005   | Mount Lemmon Survey       |
| 587252 | 2005 VT138               | 6 novembre 2005   | Spacewatch                |
| 587253 | 2005 VG139               | 12 novembre 2005  | Spacewatch                |
| 587254 | 2005 VK139               | 3 novembre 2005   | Spacewatch                |
| 587255 | 2005 VR139               | 11 novembre 2005  | Spacewatch                |
| 587256 | 2005 VO140               | 13 marzo 2012     | Mount Lemmon Survey       |
| 587257 | 2005 VW140               | 29 settembre 2009 | Mount Lemmon Survey       |
| 587258 | 2005 VF141               | 29 gennaio 2012   | Pan-STARRS                |
| 587259 | 2005 VX142               | 12 novembre 2005  | Spacewatch                |
| 587260 | 2005 VE143               | 15 aprile 2008    | Mount Lemmon Survey       |
| 587261 | 2005 VK143               | 3 novembre 2005   | Spacewatch                |
| 587262 | 2005 VY143               | 28 settembre 2009 | Spacewatch                |
| 587263 | 2005 VC147               | 7 giugno 2014     | Pan-STARRS                |
| 587264 | 2005 VW147               | 15 febbraio 2013  | Pan-STARRS                |
| 587265 | 2005 VM148               | 10 novembre 2005  | Mount Lemmon Survey       |
| 587266 | 2005 VS148               | 7 novembre 2005   | Osservatorio di Mauna Kea |
| 587267 | 2005 VB150               | 12 novembre 2005  | Spacewatch                |
| 587268 | 2005 WK13                | 22 novembre 2005  | Spacewatch                |
| 587269 | 2005 WE39                | 25 novembre 2005  | Mount Lemmon Survey       |
| 587270 | 2005 WS63                | 10 novembre 2005  | Mount Lemmon Survey       |
| 587271 | 2005 WM65                | 21 novembre 2005  | Spacewatch                |
| 587272 | 2005 WD70                | 7 aprile 2002     | M. W. Buie, A. B. Jordan  |
| 587273 | 2005 WF84                | 26 novembre 2005  | Mount Lemmon Survey       |
| 587274 | 2005 WM95                | 26 novembre 2005  | Spacewatch                |
| 587275 | 2005 WG96                | 26 novembre 2005  | Spacewatch                |
| 587276 | 2005 WJ108               | 29 novembre 2005  | LONEOS                    |
| 587277 | 2005 WL109               | 22 novembre 2005  | Spacewatch                |
| 587278 | 2005 WH111               | 29 luglio 2000    | M. W. Buie, S. D. Kern    |
| 587279 | 2005 WR124               | 25 novembre 2005  | Spacewatch                |
| 587280 | 2005 WJ126               | 25 novembre 2005  | Mount Lemmon Survey       |
| 587281 | 2005 WW133               | 25 novembre 2005  | Mount Lemmon Survey       |
| 587282 | 2005 WT137               | 27 ottobre 2005   | Spacewatch                |
| 587283 | 2005 WD138               | 26 novembre 2005  | Mount Lemmon Survey       |
| 587284 | 2005 WG143               | 30 ottobre 2005   | Mount Lemmon Survey       |
| 587285 | 2005 WU144               | 6 novembre 2005   | Mount Lemmon Survey       |
| 587286 | 2005 WF165               | 29 novembre 2005  | Mount Lemmon Survey       |
| 587287 | 2005 WP167               | 10 novembre 2005  | Spacewatch                |
| 587288 | 2005 WD169               | 30 novembre 2005  | Spacewatch                |
| 587289 | 2005 WM169               | 30 ottobre 2005   | Mount Lemmon Survey       |
| 587290 | 2005 WT169               | 30 novembre 2005  | Mount Lemmon Survey       |
| 587291 | 2005 WH171               | 30 novembre 2005  | Spacewatch                |
| 587292 | 2005 WG173               | 30 novembre 2005  | Spacewatch                |
| 587293 | 2005 WX176               | 30 novembre 2005  | Spacewatch                |
| 587294 | 2005 WR185               | 30 novembre 2005  | LONEOS                    |
| 587295 | 2005 WD188               | 30 novembre 2005  | Spacewatch                |
| 587296 | 2005 WH203               | 30 novembre 2005  | Spacewatch                |
| 587297 | 2005 WU204               | 25 novembre 2005  | Mount Lemmon Survey       |
| 587298 | 2005 WL206               | 30 settembre 2005 | Mount Lemmon Survey       |
| 587299 | 2005 WJ209               | 24 novembre 2005  | Osservatorio di Mauna Kea |
| 587300 | 2005 WS210               | 25 ottobre 2005   | Mount Lemmon Survey       |

## 587301–587400
| Nome   | Designazione provvisoria | Data di scoperta  | Scopritore                          |
| ------ | ------------------------ | ----------------- | ----------------------------------- |
| 587301 | 2005 WV210               | 22 novembre 2005  | Spacewatch                          |
| 587302 | 2005 WO211               | 26 novembre 2005  | Mount Lemmon Survey                 |
| 587303 | 2005 WJ212               | 17 settembre 2012 | Mount Lemmon Survey                 |
| 587304 | 2005 WM212               | 25 novembre 2005  | Spacewatch                          |
| 587305 | 2005 WO212               | 26 novembre 2005  | CSS                                 |
| 587306 | 2005 WW212               | 24 novembre 2005  | NEAT                                |
| 587307 | 2005 WH213               | 31 ottobre 2016   | Mount Lemmon Survey                 |
| 587308 | 2005 WW214               | 26 novembre 2005  | Mount Lemmon Survey                 |
| 587309 | 2005 WE216               | 12 aprile 2016    | Pan-STARRS                          |
| 587310 | 2005 WN216               | 14 novembre 1995  | Spacewatch                          |
| 587311 | 2005 WU216               | 21 novembre 2005  | Spacewatch                          |
| 587312 | 2005 WY218               | 29 novembre 2005  | Mount Lemmon Survey                 |
| 587313 | 2005 XO18                | 1 dicembre 2005   | Spacewatch                          |
| 587314 | 2005 XX19                | 2 dicembre 2005   | Spacewatch                          |
| 587315 | 2005 XC25                | 3 dicembre 2005   | Spacewatch                          |
| 587316 | 2005 XV37                | 30 novembre 2005  | Spacewatch                          |
| 587317 | 2005 XY37                | 4 dicembre 2005   | Spacewatch                          |
| 587318 | 2005 XL40                | 5 dicembre 2005   | Mount Lemmon Survey                 |
| 587319 | 2005 XJ43                | 21 novembre 2005  | Spacewatch                          |
| 587320 | 2005 XK43                | 2 dicembre 2005   | Spacewatch                          |
| 587321 | 2005 XE46                | 2 dicembre 2005   | Spacewatch                          |
| 587322 | 2005 XE50                | 2 dicembre 2005   | Spacewatch                          |
| 587323 | 2005 XD73                | 6 dicembre 2005   | Spacewatch                          |
| 587324 | 2005 XW73                | 6 dicembre 2005   | Spacewatch                          |
| 587325 | 2005 XZ74                | 6 dicembre 2005   | Spacewatch                          |
| 587326 | 2005 XS75                | 6 dicembre 2005   | Spacewatch                          |
| 587327 | 2005 XO76                | 8 dicembre 2005   | Spacewatch                          |
| 587328 | 2005 XL78                | 1 dicembre 2005   | CSS                                 |
| 587329 | 2005 XU95                | 1 dicembre 2005   | L. H. Wasserman, R. Millis          |
| 587330 | 2005 XU102               | 1 dicembre 2005   | L. H. Wasserman, R. Millis          |
| 587331 | 2005 XH111               | 3 dicembre 2005   | Osservatorio di Mauna Kea           |
| 587332 | 2005 XV112               | 1 ottobre 2005    | Mount Lemmon Survey                 |
| 587333 | 2005 XA120               | 28 ottobre 2005   | Mount Lemmon Survey                 |
| 587334 | 2005 XF120               | 26 marzo 2007     | Mount Lemmon Survey                 |
| 587335 | 2005 XP120               | 5 dicembre 2005   | Spacewatch                          |
| 587336 | 2005 XT120               | 4 novembre 2010   | Osservatorio astronomico di Maiorca |
| 587337 | 2005 XO121               | 7 ottobre 2016    | Mount Lemmon Survey                 |
| 587338 | 2005 XB122               | 4 novembre 2016   | Pan-STARRS                          |
| 587339 | 2005 XA123               | 19 luglio 2015    | Pan-STARRS                          |
| 587340 | 2005 XD125               | 10 dicembre 2005  | Spacewatch                          |
| 587341 | 2005 XK125               | 11 maggio 2002    | LINEAR                              |
| 587342 | 2005 XN125               | 25 novembre 2005  | Spacewatch                          |
| 587343 | 2005 XZ125               | 3 novembre 2005   | Mount Lemmon Survey                 |
| 587344 | 2005 XU126               | 28 ottobre 2016   | Pan-STARRS                          |
| 587345 | 2005 XF127               | 1 marzo 2011      | CSS                                 |
| 587346 | 2005 XM129               | 3 febbraio 2013   | Pan-STARRS                          |
| 587347 | 2005 XN130               | 6 aprile 2010     | CSS                                 |
| 587348 | 2005 XB131               | 5 dicembre 2005   | Mount Lemmon Survey                 |
| 587349 | 2005 XO131               | 28 luglio 2015    | Pan-STARRS                          |
| 587350 | 2005 XQ133               | 1 dicembre 2005   | Mount Lemmon Survey                 |
| 587351 | 2005 YD31                | 2 dicembre 2005   | Mount Lemmon Survey                 |
| 587352 | 2005 YT35                | 25 dicembre 2005  | Spacewatch                          |
| 587353 | 2005 YZ51                | 26 dicembre 2005  | Mount Lemmon Survey                 |
| 587354 | 2005 YV56                | 21 settembre 2000 | Spacewatch                          |
| 587355 | 2005 YH60                | 22 dicembre 2005  | Spacewatch                          |
| 587356 | 2005 YE66                | 25 dicembre 2005  | Spacewatch                          |
| 587357 | 2005 YE76                | 10 novembre 2005  | Mount Lemmon Survey                 |
| 587358 | 2005 YN76                | 24 dicembre 2005  | Spacewatch                          |
| 587359 | 2005 YT76                | 5 dicembre 2005   | Mount Lemmon Survey                 |
| 587360 | 2005 YL80                | 24 dicembre 2005  | Spacewatch                          |
| 587361 | 2005 YP103               | 5 dicembre 2005   | Spacewatch                          |
| 587362 | 2005 YL112               | 25 dicembre 2005  | Mount Lemmon Survey                 |
| 587363 | 2005 YV127               | 28 dicembre 2005  | Spacewatch                          |
| 587364 | 2005 YA130               | 24 dicembre 2005  | Spacewatch                          |
| 587365 | 2005 YW132               | 6 dicembre 2005   | Spacewatch                          |
| 587366 | 2005 YE138               | 26 dicembre 2005  | Spacewatch                          |
| 587367 | 2005 YS139               | 28 dicembre 2005  | Mount Lemmon Survey                 |
| 587368 | 2005 YR142               | 28 dicembre 2005  | Mount Lemmon Survey                 |
| 587369 | 2005 YA151               | 26 novembre 2005  | Mount Lemmon Survey                 |
| 587370 | 2005 YC156               | 25 dicembre 2005  | Mount Lemmon Survey                 |
| 587371 | 2005 YE161               | 27 dicembre 2005  | Spacewatch                          |
| 587372 | 2005 YF183               | 27 dicembre 2005  | Mount Lemmon Survey                 |
| 587373 | 2005 YD184               | 27 dicembre 2005  | Spacewatch                          |
| 587374 | 2005 YR187               | 28 dicembre 2005  | Spacewatch                          |
| 587375 | 2005 YF189               | 29 dicembre 2005  | Spacewatch                          |
| 587376 | 2005 YO193               | 30 dicembre 2005  | Spacewatch                          |
| 587377 | 2005 YQ197               | 2 dicembre 2005   | Mount Lemmon Survey                 |
| 587378 | 2005 YT212               | 28 dicembre 2005  | Spacewatch                          |
| 587379 | 2005 YV216               | 29 dicembre 2005  | Mount Lemmon Survey                 |
| 587380 | 2005 YT222               | 2 dicembre 2005   | Spacewatch                          |
| 587381 | 2005 YN223               | 4 dicembre 2005   | Spacewatch                          |
| 587382 | 2005 YC225               | 25 dicembre 2005  | Spacewatch                          |
| 587383 | 2005 YE225               | 25 dicembre 2005  | Spacewatch                          |
| 587384 | 2005 YO232               | 30 novembre 2005  | Spacewatch                          |
| 587385 | 2005 YT232               | 28 dicembre 2005  | Spacewatch                          |
| 587386 | 2005 YY235               | 6 ottobre 2004    | Spacewatch                          |
| 587387 | 2005 YN238               | 1 dicembre 2005   | Spacewatch                          |
| 587388 | 2005 YP249               | 28 dicembre 2005  | Mount Lemmon Survey                 |
| 587389 | 2005 YG252               | 29 dicembre 2005  | Spacewatch                          |
| 587390 | 2005 YN255               | 30 dicembre 2005  | Spacewatch                          |
| 587391 | 2005 YH259               | 24 dicembre 2005  | Spacewatch                          |
| 587392 | 2005 YO259               | 24 dicembre 2005  | Spacewatch                          |
| 587393 | 2005 YB265               | 25 dicembre 2005  | Spacewatch                          |
| 587394 | 2005 YE270               | 27 dicembre 2005  | Spacewatch                          |
| 587395 | 2005 YG277               | 6 novembre 2005   | Spacewatch                          |
| 587396 | 2005 YD281               | 25 dicembre 2005  | Spacewatch                          |
| 587397 | 2005 YK285               | 29 aprile 2003    | Spacewatch                          |
| 587398 | 2005 YX291               | 21 agosto 2004    | SSS                                 |
| 587399 | 2005 YT293               | 10 dicembre 2005  | Spacewatch                          |
| 587400 | 2005 YD294               | 25 dicembre 2005  | Spacewatch                          |

## 587401–587500
| Nome   | Designazione provvisoria | Data di scoperta  | Scopritore                |
| ------ | ------------------------ | ----------------- | ------------------------- |
| 587401 | 2005 YC296               | 22 febbraio 2012  | CSS                       |
| 587402 | 2005 YP296               | 27 settembre 2017 | Mount Lemmon Survey       |
| 587403 | 2005 YE297               | 25 novembre 2005  | Spacewatch                |
| 587404 | 2005 YE298               | 11 ottobre 2009   | Mount Lemmon Survey       |
| 587405 | 2005 YG298               | 28 dicembre 2005  | Mount Lemmon Survey       |
| 587406 | 2005 YH298               | 11 novembre 2016  | Mount Lemmon Survey       |
| 587407 | 2005 YQ298               | 24 dicembre 2005  | Spacewatch                |
| 587408 | 2005 YM299               | 15 febbraio 2013  | Pan-STARRS                |
| 587409 | 2005 YU300               | 30 dicembre 2005  | Spacewatch                |
| 587410 | 2006 AW4                 | 2 gennaio 2006    | CSS                       |
| 587411 | 2006 AH12                | 4 gennaio 2006    | Spacewatch                |
| 587412 | 2006 AO15                | 5 gennaio 2006    | Mount Lemmon Survey       |
| 587413 | 2006 AF22                | 5 gennaio 2006    | CSS                       |
| 587414 | 2006 AZ32                | 6 gennaio 2006    | CSS                       |
| 587415 | 2006 AF34                | 25 dicembre 2005  | Spacewatch                |
| 587416 | 2006 AR34                | 4 gennaio 2006    | Spacewatch                |
| 587417 | 2006 AX39                | 7 gennaio 2006    | Mount Lemmon Survey       |
| 587418 | 2006 AA44                | 4 gennaio 2006    | Spacewatch                |
| 587419 | 2006 AJ54                | 28 dicembre 2005  | Spacewatch                |
| 587420 | 2006 AV55                | 28 dicembre 2005  | Spacewatch                |
| 587421 | 2006 AJ56                | 7 gennaio 2006    | Spacewatch                |
| 587422 | 2006 AO59                | 5 gennaio 2006    | Spacewatch                |
| 587423 | 2006 AF61                | 5 gennaio 2006    | Spacewatch                |
| 587424 | 2006 AF69                | 7 dicembre 2005   | Spacewatch                |
| 587425 | 2006 AM72                | 6 gennaio 2006    | Spacewatch                |
| 587426 | 2006 AL80                | 20 ottobre 2004   | CSS                       |
| 587427 | 2006 AL83                | 6 gennaio 2006    | LINEAR                    |
| 587428 | 2006 AN84                | 6 gennaio 2006    | LONEOS                    |
| 587429 | 2006 AU108               | 8 gennaio 2006    | Spacewatch                |
| 587430 | 2006 AK109               | 23 settembre 2008 | CSS                       |
| 587431 | 2006 AR109               | 17 novembre 1995  | Spacewatch                |
| 587432 | 2006 AE111               | 17 novembre 2009  | Mount Lemmon Survey       |
| 587433 | 2006 AM111               | 17 marzo 2015     | Pan-STARRS                |
| 587434 | 2006 AU112               | 7 gennaio 2006    | Mount Lemmon Survey       |
| 587435 | 2006 AW112               | 14 settembre 2013 | Pan-STARRS                |
| 587436 | 2006 AX112               | 7 gennaio 2006    | Mount Lemmon Survey       |
| 587437 | 2006 AH114               | 4 gennaio 2006    | Spacewatch                |
| 587438 | 2006 AG115               | 9 gennaio 2006    | Spacewatch                |
| 587439 | 2006 AQ115               | 5 gennaio 2006    | Spacewatch                |
| 587440 | 2006 AT116               | 12 maggio 2007    | Mount Lemmon Survey       |
| 587441 | 2006 BJ7                 | 21 gennaio 2006   | Spacewatch                |
| 587442 | 2006 BH12                | 25 dicembre 2005  | Mount Lemmon Survey       |
| 587443 | 2006 BS13                | 22 dicembre 2005  | Spacewatch                |
| 587444 | 2006 BJ15                | 22 gennaio 2006   | Mount Lemmon Survey       |
| 587445 | 2006 BO20                | 22 gennaio 2006   | Mount Lemmon Survey       |
| 587446 | 2006 BN41                | 22 gennaio 2006   | Mount Lemmon Survey       |
| 587447 | 2006 BO42                | 23 gennaio 2006   | Spacewatch                |
| 587448 | 2006 BR42                | 28 aprile 2003    | Spacewatch                |
| 587449 | 2006 BV42                | 23 gennaio 2006   | Spacewatch                |
| 587450 | 2006 BV48                | 15 ottobre 2004   | Spacewatch                |
| 587451 | 2006 BE72                | 23 gennaio 2006   | Spacewatch                |
| 587452 | 2006 BU76                | 7 gennaio 2006    | Spacewatch                |
| 587453 | 2006 BT84                | 25 gennaio 2006   | Spacewatch                |
| 587454 | 2006 BU92                | 26 gennaio 2006   | Spacewatch                |
| 587455 | 2006 BN98                | 28 gennaio 2006   | W. K. Y. Yeung            |
| 587456 | 2006 BA105               | 25 gennaio 2006   | Spacewatch                |
| 587457 | 2006 BR108               | 25 gennaio 2006   | Spacewatch                |
| 587458 | 2006 BJ134               | 27 gennaio 2006   | Mount Lemmon Survey       |
| 587459 | 2006 BS140               | 23 gennaio 2006   | Spacewatch                |
| 587460 | 2006 BC141               | 23 gennaio 2006   | Mount Lemmon Survey       |
| 587461 | 2006 BQ154               | 28 gennaio 2000   | Spacewatch                |
| 587462 | 2006 BH186               | 28 gennaio 2006   | Mount Lemmon Survey       |
| 587463 | 2006 BB189               | 28 gennaio 2006   | Spacewatch                |
| 587464 | 2006 BQ200               | 23 gennaio 2006   | Spacewatch                |
| 587465 | 2006 BM209               | 31 gennaio 2006   | Mount Lemmon Survey       |
| 587466 | 2006 BV209               | 11 aprile 2011    | Mount Lemmon Survey       |
| 587467 | 2006 BH210               | 31 gennaio 2006   | CSS                       |
| 587468 | 2006 BG220               | 30 gennaio 2006   | Spacewatch                |
| 587469 | 2006 BH224               | 30 gennaio 2006   | Spacewatch                |
| 587470 | 2006 BG232               | 31 gennaio 2006   | Spacewatch                |
| 587471 | 2006 BU258               | 24 ottobre 2005   | Osservatorio di Mauna Kea |
| 587472 | 2006 BC260               | 7 novembre 2005   | Osservatorio di Mauna Kea |
| 587473 | 2006 BX260               | 31 gennaio 2006   | Spacewatch                |
| 587474 | 2006 BR274               | 23 gennaio 2006   | Spacewatch                |
| 587475 | 2006 BG280               | 26 gennaio 2006   | Spacewatch                |
| 587476 | 2006 BS285               | 27 gennaio 2006   | Mount Lemmon Survey       |
| 587477 | 2006 BC287               | 6 novembre 2013   | Mount Lemmon Survey       |
| 587478 | 2006 BV287               | 31 gennaio 2006   | Spacewatch                |
| 587479 | 2006 BQ288               | 7 gennaio 2010    | Mount Lemmon Survey       |
| 587480 | 2006 BS290               | 12 aprile 2011    | Mount Lemmon Survey       |
| 587481 | 2006 BZ290               | 26 gennaio 2006   | Spacewatch                |
| 587482 | 2006 BF292               | 25 dicembre 2005  | Mount Lemmon Survey       |
| 587483 | 2006 BP292               | 25 luglio 2015    | Pan-STARRS                |
| 587484 | 2006 BZ293               | 31 gennaio 2006   | Spacewatch                |
| 587485 | 2006 BT294               | 21 gennaio 2015   | Pan-STARRS                |
| 587486 | 2006 BY294               | 25 gennaio 2006   | Spacewatch                |
| 587487 | 2006 BK296               | 25 gennaio 2006   | Spacewatch                |
| 587488 | 2006 BT299               | 23 gennaio 2006   | Spacewatch                |
| 587489 | 2006 CE7                 | 1 febbraio 2006   | Mount Lemmon Survey       |
| 587490 | 2006 CP8                 | 1 febbraio 2006   | Mount Lemmon Survey       |
| 587491 | 2006 CX13                | 23 gennaio 2006   | Mount Lemmon Survey       |
| 587492 | 2006 CB17                | 8 gennaio 2006    | Mount Lemmon Survey       |
| 587493 | 2006 CH17                | 9 gennaio 2006    | Spacewatch                |
| 587494 | 2006 CF20                | 22 gennaio 2006   | Mount Lemmon Survey       |
| 587495 | 2006 CM22                | 1 febbraio 2006   | Mount Lemmon Survey       |
| 587496 | 2006 CQ44                | 7 febbraio 2006   | Spacewatch                |
| 587497 | 2006 CC46                | 10 gennaio 2006   | Mount Lemmon Survey       |
| 587498 | 2006 CA51                | 10 novembre 2004  | Spacewatch                |
| 587499 | 2006 CF52                | 22 gennaio 2006   | Mount Lemmon Survey       |
| 587500 | 2006 CW52                | 4 febbraio 2006   | Spacewatch                |

## 587501–587600
| Nome   | Designazione provvisoria | Data di scoperta  | Scopritore                |
| ------ | ------------------------ | ----------------- | ------------------------- |
| 587501 | 2006 CT58                | 5 febbraio 2006   | Mount Lemmon Survey       |
| 587502 | 2006 CO73                | 6 novembre 2013   | Pan-STARRS                |
| 587503 | 2006 CN81                | 6 febbraio 2006   | Mount Lemmon Survey       |
| 587504 | 2006 CT81                | 2 febbraio 2006   | Spacewatch                |
| 587505 | 2006 CZ81                | 6 novembre 2013   | Pan-STARRS                |
| 587506 | 2006 CM82                | 19 gennaio 2012   | Pan-STARRS                |
| 587507 | 2006 CV83                | 3 agosto 2014     | Pan-STARRS                |
| 587508 | 2006 CS86                | 7 settembre 2008  | Mount Lemmon Survey       |
| 587509 | 2006 CC87                | 18 febbraio 2015  | Pan-STARRS                |
| 587510 | 2006 CE87                | 7 agosto 2008     | Spacewatch                |
| 587511 | 2006 CA88                | 22 giugno 2015    | Pan-STARRS                |
| 587512 | 2006 CB89                | 12 giugno 2007    | Spacewatch                |
| 587513 | 2006 CH89                | 1 febbraio 2006   | Spacewatch                |
| 587514 | 2006 DS4                 | 20 febbraio 2006  | Spacewatch                |
| 587515 | 2006 DS6                 | 23 gennaio 2006   | Spacewatch                |
| 587516 | 2006 DU41                | 23 febbraio 2006  | Mount Lemmon Survey       |
| 587517 | 2006 DB52                | 24 febbraio 2006  | NEAT                      |
| 587518 | 2006 DF52                | 24 febbraio 2006  | Spacewatch                |
| 587519 | 2006 DY55                | 24 febbraio 2006  | Mount Lemmon Survey       |
| 587520 | 2006 DG63                | 23 febbraio 2006  | L. A. Molnar              |
| 587521 | 2006 DB88                | 3 dicembre 2005   | Osservatorio di Mauna Kea |
| 587522 | 2006 DK96                | 24 febbraio 2006  | Spacewatch                |
| 587523 | 2006 DH99                | 25 febbraio 2006  | Spacewatch                |
| 587524 | 2006 DL99                | 25 febbraio 2006  | Spacewatch                |
| 587525 | 2006 DG125               | 30 gennaio 2006   | Spacewatch                |
| 587526 | 2006 DG129               | 1 febbraio 2006   | Spacewatch                |
| 587527 | 2006 DW133               | 25 febbraio 2006  | Spacewatch                |
| 587528 | 2006 DG139               | 2 febbraio 2006   | Mount Lemmon Survey       |
| 587529 | 2006 DO145               | 25 febbraio 2006  | Mount Lemmon Survey       |
| 587530 | 2006 DO149               | 25 febbraio 2006  | Mount Lemmon Survey       |
| 587531 | 2006 DM151               | 7 gennaio 2006    | Mount Lemmon Survey       |
| 587532 | 2006 DP154               | 25 febbraio 2006  | Spacewatch                |
| 587533 | 2006 DX154               | 25 febbraio 2006  | Spacewatch                |
| 587534 | 2006 DV156               | 27 febbraio 2006  | Mount Lemmon Survey       |
| 587535 | 2006 DA161               | 27 febbraio 2006  | Spacewatch                |
| 587536 | 2006 DP165               | 27 febbraio 2006  | Spacewatch                |
| 587537 | 2006 DT168               | 27 febbraio 2006  | Spacewatch                |
| 587538 | 2006 DJ177               | 27 febbraio 2006  | Mount Lemmon Survey       |
| 587539 | 2006 DL178               | 27 febbraio 2006  | Mount Lemmon Survey       |
| 587540 | 2006 DR183               | 27 febbraio 2006  | Spacewatch                |
| 587541 | 2006 DO191               | 27 febbraio 2006  | Spacewatch                |
| 587542 | 2006 DT197               | 24 febbraio 2006  | NEAT                      |
| 587543 | 2006 DA201               | 13 marzo 2002     | Spacewatch                |
| 587544 | 2006 DF205               | 25 febbraio 2006  | Spacewatch                |
| 587545 | 2006 DM205               | 4 febbraio 2006   | Spacewatch                |
| 587546 | 2006 DS206               | 25 febbraio 2006  | Spacewatch                |
| 587547 | 2006 DV219               | 25 febbraio 2006  | Mount Lemmon Survey       |
| 587548 | 2006 DU220               | 27 febbraio 2006  | Spacewatch                |
| 587549 | 2006 DK222               | 25 febbraio 2006  | Mount Lemmon Survey       |
| 587550 | 2006 DF224               | 27 febbraio 2006  | Spacewatch                |
| 587551 | 2006 EG8                 | 2 marzo 2006      | Spacewatch                |
| 587552 | 2006 EZ9                 | 2 marzo 2006      | Spacewatch                |
| 587553 | 2006 EK14                | 3 dicembre 2005   | Osservatorio di Mauna Kea |
| 587554 | 2006 EL14                | 2 marzo 2006      | Spacewatch                |
| 587555 | 2006 EE18                | 2 marzo 2006      | Mount Lemmon Survey       |
| 587556 | 2006 ET20                | 31 gennaio 2006   | Spacewatch                |
| 587557 | 2006 EV23                | 3 marzo 2006      | Spacewatch                |
| 587558 | 2006 EQ27                | 3 marzo 2006      | Mount Lemmon Survey       |
| 587559 | 2006 EK30                | 3 marzo 2006      | Spacewatch                |
| 587560 | 2006 EP30                | 3 marzo 2006      | Spacewatch                |
| 587561 | 2006 ER36                | 4 febbraio 2006   | Mount Lemmon Survey       |
| 587562 | 2006 EG44                | 4 marzo 2006      | Spacewatch                |
| 587563 | 2006 EA49                | 4 marzo 2006      | Spacewatch                |
| 587564 | 2006 EY61                | 5 marzo 2006      | Spacewatch                |
| 587565 | 2006 EK67                | 10 marzo 2006     | LUSS                      |
| 587566 | 2006 EV75                | 25 luglio 2014    | Pan-STARRS                |
| 587567 | 2006 EG78                | 25 luglio 2014    | Pan-STARRS                |
| 587568 | 2006 EW81                | 2 marzo 2006      | Spacewatch                |
| 587569 | 2006 FU9                 | 6 marzo 2006      | L. A. Molnar              |
| 587570 | 2006 FB23                | 24 marzo 2006     | Mount Lemmon Survey       |
| 587571 | 2006 FK24                | 24 marzo 2006     | Spacewatch                |
| 587572 | 2006 FM27                | 24 marzo 2006     | Mount Lemmon Survey       |
| 587573 | 2006 FO56                | 23 marzo 2006     | Spacewatch                |
| 587574 | 2006 FG57                | 27 agosto 2014    | Pan-STARRS                |
| 587575 | 2006 FH58                | 20 ottobre 2008   | Mount Lemmon Survey       |
| 587576 | 2006 FD59                | 23 marzo 2006     | Mount Lemmon Survey       |
| 587577 | 2006 FE61                | 25 marzo 2006     | Spacewatch                |
| 587578 | 2006 GG1                 | 1 aprile 2006     | G. Hug                    |
| 587579 | 2006 GQ3                 | 4 aprile 2006     | P. Birtwhistle            |
| 587580 | 2006 GB14                | 23 marzo 2006     | Spacewatch                |
| 587581 | 2006 GZ29                | 2 aprile 2006     | Mount Lemmon Survey       |
| 587582 | 2006 GT33                | 2 marzo 2006      | Spacewatch                |
| 587583 | 2006 GM51                | 7 aprile 2006     | CSS                       |
| 587584 | 2006 GK57                | 30 settembre 2017 | Pan-STARRS                |
| 587585 | 2006 GC58                | 2 aprile 2006     | Spacewatch                |
| 587586 | 2006 HZ8                 | 25 febbraio 2006  | Spacewatch                |
| 587587 | 2006 HY13                | 9 aprile 2006     | Spacewatch                |
| 587588 | 2006 HN15                | 20 aprile 2006    | Spacewatch                |
| 587589 | 2006 HZ25                | 20 aprile 2006    | Spacewatch                |
| 587590 | 2006 HZ48                | 25 aprile 2006    | Spacewatch                |
| 587591 | 2006 HC52                | 24 aprile 2006    | A. Nakanishi              |
| 587592 | 2006 HQ67                | 7 aprile 2006     | Spacewatch                |
| 587593 | 2006 HP77                | 25 aprile 2006    | Spacewatch                |
| 587594 | 2006 HK78                | 19 aprile 2006    | Spacewatch                |
| 587595 | 2006 HU91                | 29 aprile 2006    | Spacewatch                |
| 587596 | 2006 HR94                | 26 marzo 2006     | Mount Lemmon Survey       |
| 587597 | 2006 HP99                | 30 aprile 2006    | Spacewatch                |
| 587598 | 2006 HY106               | 30 aprile 2006    | Spacewatch                |
| 587599 | 2006 HU110               | 30 aprile 2006    | CSS                       |
| 587600 | 2006 HG147               | 27 aprile 2006    | Cerro Tololo Obs.         |

## 587601–587700
| Nome   | Designazione provvisoria | Data di scoperta  | Scopritore                                        |
| ------ | ------------------------ | ----------------- | ------------------------------------------------- |
| 587601 | 2006 HA157               | 19 aprile 2006    | Mount Lemmon Survey                               |
| 587602 | 2006 HG157               | 25 dicembre 2013  | Mount Lemmon Survey                               |
| 587603 | 2006 HS157               | 8 aprile 2006     | Spacewatch                                        |
| 587604 | 2006 HN159               | 26 aprile 2006    | Spacewatch                                        |
| 587605 | 2006 JD8                 | 1 maggio 2006     | Spacewatch                                        |
| 587606 | 2006 JV32                | 3 maggio 2006     | Spacewatch                                        |
| 587607 | 2006 JP49                | 1 maggio 2006     | Spacewatch                                        |
| 587608 | 2006 JT81                | 8 maggio 2006     | Spacewatch                                        |
| 587609 | 2006 JA83                | 1 maggio 2006     | Spacewatch                                        |
| 587610 | 2006 JC83                | 1 maggio 2006     | Spacewatch                                        |
| 587611 | 2006 JO83                | 5 maggio 2006     | Spacewatch                                        |
| 587612 | 2006 JF85                | 30 novembre 2011  | Spacewatch                                        |
| 587613 | 2006 JM85                | 21 aprile 2014    | Mount Lemmon Survey                               |
| 587614 | 2006 JZ85                | 1 maggio 2006     | Spacewatch                                        |
| 587615 | 2006 JL86                | 2 gennaio 2009    | Mount Lemmon Survey                               |
| 587616 | 2006 JN86                | 8 aprile 2006     | Spacewatch                                        |
| 587617 | 2006 KK7                 | 19 maggio 2006    | Mount Lemmon Survey                               |
| 587618 | 2006 KE10                | 7 maggio 2006     | Mount Lemmon Survey                               |
| 587619 | 2006 KZ10                | 21 ottobre 2003   | Spacewatch                                        |
| 587620 | 2006 KG31                | 5 maggio 2006     | Spacewatch                                        |
| 587621 | 2006 KL34                | 20 maggio 2006    | Spacewatch                                        |
| 587622 | 2006 KK43                | 20 maggio 2006    | Spacewatch                                        |
| 587623 | 2006 KW49                | 21 maggio 2006    | Spacewatch                                        |
| 587624 | 2006 KD59                | 2 marzo 2006      | Spacewatch                                        |
| 587625 | 2006 KU60                | 22 maggio 2006    | Spacewatch                                        |
| 587626 | 2006 KY60                | 6 maggio 2006     | Mount Lemmon Survey                               |
| 587627 | 2006 KP67                | 24 maggio 2006    | Mount Lemmon Survey                               |
| 587628 | 2006 KF69                | 21 maggio 2006    | SSS                                               |
| 587629 | 2006 KH72                | 22 maggio 2006    | Spacewatch                                        |
| 587630 | 2006 KB115               | 25 maggio 2006    | Spacewatch                                        |
| 587631 | 2006 KN128               | 25 maggio 2006    | Osservatorio di Mauna Kea                         |
| 587632 | 2006 KC144               | 21 maggio 2006    | Spacewatch                                        |
| 587633 | 2006 KE148               | 5 giugno 2011     | Mount Lemmon Survey                               |
| 587634 | 2006 KU148               | 21 ottobre 2012   | Pan-STARRS                                        |
| 587635 | 2006 KD149               | 24 maggio 2006    | Spacewatch                                        |
| 587636 | 2006 KS152               | 3 agosto 2016     | Pan-STARRS                                        |
| 587637 | 2006 KA153               | 13 aprile 2013    | Pan-STARRS                                        |
| 587638 | 2006 KZ153               | 27 ottobre 2017   | Mount Lemmon Survey                               |
| 587639 | 2006 KN154               | 25 maggio 2006    | Mount Lemmon Survey                               |
| 587640 | 2006 LO9                 | 16 marzo 2015     | Spacewatch                                        |
| 587641 | 2006 MY12                | 23 giugno 2006    | LUSS                                              |
| 587642 | 2006 MM13                | 21 giugno 2006    | LUSS                                              |
| 587643 | 2006 OB23                | 21 luglio 2006    | Mount Lemmon Survey                               |
| 587644 | 2006 OP28                | 19 gennaio 2005   | Spacewatch                                        |
| 587645 | 2006 OK32                | 22 ottobre 2009   | Mount Lemmon Survey                               |
| 587646 | 2006 OT39                | 8 novembre 2007   | Spacewatch                                        |
| 587647 | 2006 PE30                | 15 agosto 2006    | NEAT                                              |
| 587648 | 2006 PA33                | 28 luglio 2006    | SSS                                               |
| 587649 | 2006 PL41                | 26 maggio 2006    | Mount Lemmon Survey                               |
| 587650 | 2006 PC44                | 2 novembre 2010   | Mount Lemmon Survey                               |
| 587651 | 2006 QX4                 | 19 agosto 2006    | R. Ferrando, M. Ferrando                          |
| 587652 | 2006 QT16                | 17 agosto 2006    | NEAT                                              |
| 587653 | 2006 QF17                | 17 agosto 2006    | NEAT                                              |
| 587654 | 2006 QM17                | 17 agosto 2006    | NEAT                                              |
| 587655 | 2006 QC26                | 19 agosto 2006    | NEAT                                              |
| 587656 | 2006 QG29                | 21 agosto 2006    | NEAT                                              |
| 587657 | 2006 QS51                | 26 maggio 2006    | Mount Lemmon Survey                               |
| 587658 | 2006 QR64                | 19 agosto 2006    | Spacewatch                                        |
| 587659 | 2006 QN67                | 26 aprile 2004    | Osservatorio di Mauna Kea                         |
| 587660 | 2006 QS73                | 20 agosto 2006    | Spacewatch                                        |
| 587661 | 2006 QG79                | 23 agosto 2006    | Osservatorio astronomico della Montagna pistoiese |
| 587662 | 2006 QZ90                | 17 agosto 2006    | NEAT                                              |
| 587663 | 2006 QZ91                | 17 agosto 2006    | NEAT                                              |
| 587664 | 2006 QD109               | 28 agosto 2006    | Spacewatch                                        |
| 587665 | 2006 QK125               | 24 agosto 2006    | NEAT                                              |
| 587666 | 2006 QT134               | 30 agosto 2006    | LONEOS                                            |
| 587667 | 2006 QS153               | 19 agosto 2006    | Spacewatch                                        |
| 587668 | 2006 QD155               | 29 agosto 2006    | CSS                                               |
| 587669 | 2006 QZ161               | 20 agosto 2006    | Spacewatch                                        |
| 587670 | 2006 QE181               | 21 agosto 2006    | L. H. Wasserman                                   |
| 587671 | 2006 QC189               | 17 ottobre 2010   | Mount Lemmon Survey                               |
| 587672 | 2006 QG189               | 27 agosto 2006    | Spacewatch                                        |
| 587673 | 2006 QP191               | 19 ottobre 2010   | Mount Lemmon Survey                               |
| 587674 | 2006 QS191               | 19 agosto 2006    | Spacewatch                                        |
| 587675 | 2006 QR192               | 12 maggio 2015    | Mount Lemmon Survey                               |
| 587676 | 2006 QC203               | 19 agosto 2006    | Spacewatch                                        |
| 587677 | 2006 QJ205               | 27 agosto 2006    | Spacewatch                                        |
| 587678 | 2006 RR10                | 27 agosto 2006    | Spacewatch                                        |
| 587679 | 2006 RP24                | 14 settembre 2006 | Spacewatch                                        |
| 587680 | 2006 RE32                | 15 settembre 2006 | Spacewatch                                        |
| 587681 | 2006 RS60                | 13 settembre 2006 | NEAT                                              |
| 587682 | 2006 RE71                | 15 settembre 2006 | Spacewatch                                        |
| 587683 | 2006 RJ106               | 19 settembre 2006 | Spacewatch                                        |
| 587684 | 2006 RF111               | 21 ottobre 2006   | Mount Lemmon Survey                               |
| 587685 | 2006 RZ113               | 14 settembre 2006 | J. Masiero, R. Jedicke                            |
| 587686 | 2006 RQ114               | 25 settembre 2006 | Mount Lemmon Survey                               |
| 587687 | 2006 RS117               | 14 settembre 2006 | J. Masiero, R. Jedicke                            |
| 587688 | 2006 RX117               | 18 settembre 2006 | Spacewatch                                        |
| 587689 | 2006 RM124               | 15 settembre 2006 | Spacewatch                                        |
| 587690 | 2006 RO126               | 15 settembre 2006 | Spacewatch                                        |
| 587691 | 2006 SH9                 | 18 settembre 2006 | CSS                                               |
| 587692 | 2006 SK32                | 17 settembre 2006 | Spacewatch                                        |
| 587693 | 2006 SZ52                | 19 settembre 2006 | CSS                                               |
| 587694 | 2006 SG59                | 16 settembre 2006 | CSS                                               |
| 587695 | 2006 SN116               | 24 settembre 2006 | Spacewatch                                        |
| 587696 | 2006 SX146               | 19 settembre 2006 | Spacewatch                                        |
| 587697 | 2006 SS148               | 19 settembre 2006 | Spacewatch                                        |
| 587698 | 2006 SX157               | 15 marzo 2004     | Spacewatch                                        |
| 587699 | 2006 SL160               | 23 settembre 2006 | Spacewatch                                        |
| 587700 | 2006 SU173               | 27 agosto 2006    | Spacewatch                                        |

## 587701–587800
| Nome   | Designazione provvisoria | Data di scoperta  | Scopritore                          |
| ------ | ------------------------ | ----------------- | ----------------------------------- |
| 587701 | 2006 SE177               | 25 settembre 2006 | Spacewatch                          |
| 587702 | 2006 ST183               | 25 settembre 2006 | Mount Lemmon Survey                 |
| 587703 | 2006 SE186               | 25 settembre 2006 | Spacewatch                          |
| 587704 | 2006 SF191               | 26 settembre 2006 | Mount Lemmon Survey                 |
| 587705 | 2006 SN196               | 26 settembre 2006 | Mount Lemmon Survey                 |
| 587706 | 2006 SW202               | 17 settembre 2006 | Spacewatch                          |
| 587707 | 2006 SV203               | 25 settembre 2006 | Spacewatch                          |
| 587708 | 2006 SO206               | 25 settembre 2006 | Mount Lemmon Survey                 |
| 587709 | 2006 SZ210               | 26 settembre 2006 | Mount Lemmon Survey                 |
| 587710 | 2006 SH219               | 19 settembre 2001 | Spacewatch                          |
| 587711 | 2006 SH234               | 17 settembre 2006 | Spacewatch                          |
| 587712 | 2006 SQ237               | 19 settembre 2006 | Spacewatch                          |
| 587713 | 2006 SR238               | 4 dicembre 2002   | Kitt Peak Obs.                      |
| 587714 | 2006 SQ250               | 24 marzo 2001     | M. W. Buie, S. D. Kern              |
| 587715 | 2006 SZ258               | 26 settembre 2006 | Spacewatch                          |
| 587716 | 2006 SW260               | 17 settembre 2006 | Spacewatch                          |
| 587717 | 2006 SE265               | 19 novembre 2001  | LONEOS                              |
| 587718 | 2006 SA272               | 27 settembre 2006 | Mount Lemmon Survey                 |
| 587719 | 2006 SK272               | 27 settembre 2006 | Spacewatch                          |
| 587720 | 2006 SA277               | 26 marzo 2004     | Spacewatch                          |
| 587721 | 2006 SA280               | 17 marzo 2005     | Spacewatch                          |
| 587722 | 2006 SK301               | 26 settembre 2006 | Mount Lemmon Survey                 |
| 587723 | 2006 SQ304               | 27 settembre 2006 | Spacewatch                          |
| 587724 | 2006 SG307               | 17 settembre 2006 | Spacewatch                          |
| 587725 | 2006 SO307               | 17 settembre 2006 | Spacewatch                          |
| 587726 | 2006 SP320               | 27 settembre 2006 | Spacewatch                          |
| 587727 | 2006 SV326               | 27 settembre 2006 | Spacewatch                          |
| 587728 | 2006 SM328               | 27 settembre 2006 | Spacewatch                          |
| 587729 | 2006 SR334               | 28 settembre 2006 | Spacewatch                          |
| 587730 | 2006 SC358               | 30 settembre 2006 | Mount Lemmon Survey                 |
| 587731 | 2006 SH362               | 7 maggio 2005     | Mount Lemmon Survey                 |
| 587732 | 2006 SU372               | 30 settembre 2006 | CSS                                 |
| 587733 | 2006 SK375               | 18 settembre 2006 | Spacewatch                          |
| 587734 | 2006 SH382               | 28 agosto 2006    | SDSS Collaboration                  |
| 587735 | 2006 SX385               | 16 novembre 2006  | CSS                                 |
| 587736 | 2006 SN389               | 11 settembre 2006 | SDSS Collaboration                  |
| 587737 | 2006 SR395               | 16 ottobre 2006   | Mount Lemmon Survey                 |
| 587738 | 2006 SY422               | 18 agosto 2006    | Spacewatch                          |
| 587739 | 2006 SA427               | 18 aprile 2012    | Mount Lemmon Survey                 |
| 587740 | 2006 SF427               | 16 settembre 2006 | Spacewatch                          |
| 587741 | 2006 SB429               | 28 settembre 2006 | Spacewatch                          |
| 587742 | 2006 SB433               | 12 novembre 2010  | Osservatorio astronomico di Maiorca |
| 587743 | 2006 SE433               | 28 settembre 2006 | Spacewatch                          |
| 587744 | 2006 ST436               | 18 settembre 2006 | Spacewatch                          |
| 587745 | 2006 SY439               | 8 marzo 2013      | Pan-STARRS                          |
| 587746 | 2006 SM440               | 26 marzo 2009     | Mount Lemmon Survey                 |
| 587747 | 2006 SN442               | 17 settembre 2006 | Spacewatch                          |
| 587748 | 2006 SS446               | 24 settembre 2006 | Spacewatch                          |
| 587749 | 2006 SK456               | 30 settembre 2006 | Mount Lemmon Survey                 |
| 587750 | 2006 TO4                 | 2 ottobre 2006    | Mount Lemmon Survey                 |
| 587751 | 2006 TK28                | 10 marzo 2005     | Mount Lemmon Survey                 |
| 587752 | 2006 TE67                | 12 ottobre 2006   | NEAT                                |
| 587753 | 2006 TY68                | 4 ottobre 2006    | Mount Lemmon Survey                 |
| 587754 | 2006 TQ70                | 15 ottobre 2006   | CSS                                 |
| 587755 | 2006 TT83                | 13 ottobre 2006   | Spacewatch                          |
| 587756 | 2006 TZ112               | 16 settembre 2006 | SDSS Collaboration                  |
| 587757 | 2006 TH118               | 3 ottobre 2006    | SDSS Collaboration                  |
| 587758 | 2006 TX119               | 11 ottobre 2006   | SDSS Collaboration                  |
| 587759 | 2006 TW133               | 2 marzo 2009      | Mount Lemmon Survey                 |
| 587760 | 2006 TA134               | 2 ottobre 2006    | Mount Lemmon Survey                 |
| 587761 | 2006 TB134               | 4 aprile 2014     | Mount Lemmon Survey                 |
| 587762 | 2006 TT135               | 3 ottobre 2006    | Mount Lemmon Survey                 |
| 587763 | 2006 TZ137               | 13 ottobre 2006   | Spacewatch                          |
| 587764 | 2006 TE138               | 3 ottobre 2006    | Mount Lemmon Survey                 |
| 587765 | 2006 TT139               | 3 ottobre 2006    | Mount Lemmon Survey                 |
| 587766 | 2006 TZ140               | 2 ottobre 2006    | Mount Lemmon Survey                 |
| 587767 | 2006 TG143               | 2 ottobre 2006    | Mount Lemmon Survey                 |
| 587768 | 2006 UB6                 | 26 settembre 2006 | Mount Lemmon Survey                 |
| 587769 | 2006 UX12                | 17 ottobre 2006   | Mount Lemmon Survey                 |
| 587770 | 2006 UR32                | 16 ottobre 2006   | Spacewatch                          |
| 587771 | 2006 UV42                | 16 ottobre 2006   | Spacewatch                          |
| 587772 | 2006 UQ71                | 15 gennaio 2004   | Spacewatch                          |
| 587773 | 2006 UA86                | 27 luglio 2005    | NEAT                                |
| 587774 | 2006 UP111               | 19 ottobre 2006   | Spacewatch                          |
| 587775 | 2006 UW113               | 28 settembre 2006 | Spacewatch                          |
| 587776 | 2006 UN116               | 19 ottobre 2006   | Spacewatch                          |
| 587777 | 2006 UF120               | 19 ottobre 2006   | Spacewatch                          |
| 587778 | 2006 UY120               | 2 ottobre 2006    | Mount Lemmon Survey                 |
| 587779 | 2006 UW144               | 27 agosto 2006    | Spacewatch                          |
| 587780 | 2006 UJ145               | 20 ottobre 2006   | Spacewatch                          |
| 587781 | 2006 UT150               | 26 settembre 2006 | Spacewatch                          |
| 587782 | 2006 UZ159               | 21 ottobre 2006   | Mount Lemmon Survey                 |
| 587783 | 2006 UE160               | 27 settembre 2006 | Spacewatch                          |
| 587784 | 2006 UO209               | 23 ottobre 2006   | NEAT                                |
| 587785 | 2006 UR226               | 2 ottobre 2006    | Mount Lemmon Survey                 |
| 587786 | 2006 UY235               | 25 settembre 2006 | Spacewatch                          |
| 587787 | 2006 UW271               | 27 ottobre 2006   | Spacewatch                          |
| 587788 | 2006 UT276               | 19 ottobre 2006   | Spacewatch                          |
| 587789 | 2006 UX277               | 28 ottobre 2006   | Spacewatch                          |
| 587790 | 2006 UH318               | 12 novembre 2006  | Mount Lemmon Survey                 |
| 587791 | 2006 UL322               | 16 ottobre 2006   | Mount Lemmon Survey                 |
| 587792 | 2006 UH347               | 26 ottobre 2006   | Osservatorio di Mauna Kea           |
| 587793 | 2006 UZ355               | 26 ottobre 2006   | Osservatorio di Mauna Kea           |
| 587794 | 2006 US362               | 21 ottobre 2006   | Spacewatch                          |
| 587795 | 2006 UR372               | 21 ottobre 2006   | Spacewatch                          |
| 587796 | 2006 US373               | 1 ottobre 2006    | Spacewatch                          |
| 587797 | 2006 UK374               | 7 maggio 2014     | Pan-STARRS                          |
| 587798 | 2006 UL374               | 16 ottobre 2006   | Spacewatch                          |
| 587799 | 2006 UQ379               | 4 settembre 2011  | Pan-STARRS                          |
| 587800 | 2006 UR379               | 2 ottobre 2006    | Mount Lemmon Survey                 |

## 587801–587900
| Nome   | Designazione provvisoria | Data di scoperta  | Scopritore                |
| ------ | ------------------------ | ----------------- | ------------------------- |
| 587801 | 2006 UU381               | 22 ottobre 2006   | Spacewatch                |
| 587802 | 2006 UB382               | 16 ottobre 2006   | Spacewatch                |
| 587803 | 2006 UU383               | 22 ottobre 2006   | Spacewatch                |
| 587804 | 2006 VG29                | 10 novembre 2006  | Spacewatch                |
| 587805 | 2006 VJ45                | 15 novembre 2006  | Osservatorio Jarnac       |
| 587806 | 2006 VB53                | 11 novembre 2006  | Spacewatch                |
| 587807 | 2006 VO64                | 11 novembre 2006  | Spacewatch                |
| 587808 | 2006 VB71                | 11 novembre 2006  | Mount Lemmon Survey       |
| 587809 | 2006 VB93                | 15 novembre 2006  | Mount Lemmon Survey       |
| 587810 | 2006 VZ116               | 14 novembre 2006  | Spacewatch                |
| 587811 | 2006 VO125               | 28 settembre 2006 | Mount Lemmon Survey       |
| 587812 | 2006 VL130               | 15 novembre 2006  | Spacewatch                |
| 587813 | 2006 VC135               | 15 novembre 2006  | Spacewatch                |
| 587814 | 2006 VZ177               | 11 ottobre 2006   | Spacewatch                |
| 587815 | 2006 VU181               | 1 novembre 2006   | Mount Lemmon Survey       |
| 587816 | 2006 VK182               | 21 settembre 2000 | R. Millis, R. M. Wagner   |
| 587817 | 2006 WS4                 | 20 novembre 2006  | Spacewatch                |
| 587818 | 2006 WT10                | 3 ottobre 2006    | Mount Lemmon Survey       |
| 587819 | 2006 WW11                | 16 novembre 2006  | Mount Lemmon Survey       |
| 587820 | 2006 WU34                | 16 novembre 2006  | Spacewatch                |
| 587821 | 2006 WW34                | 16 novembre 2006  | Spacewatch                |
| 587822 | 2006 WB52                | 16 novembre 2006  | Spacewatch                |
| 587823 | 2006 WS64                | 5 agosto 2005     | NEAT                      |
| 587824 | 2006 WS65                | 17 novembre 2006  | Mount Lemmon Survey       |
| 587825 | 2006 WL67                | 17 novembre 2006  | Mount Lemmon Survey       |
| 587826 | 2006 WX74                | 18 novembre 2006  | Spacewatch                |
| 587827 | 2006 WS79                | 18 novembre 2006  | Spacewatch                |
| 587828 | 2006 WQ82                | 18 novembre 2006  | Spacewatch                |
| 587829 | 2006 WS83                | 18 novembre 2006  | Spacewatch                |
| 587830 | 2006 WP85                | 18 novembre 2006  | Spacewatch                |
| 587831 | 2006 WY88                | 18 novembre 2006  | Spacewatch                |
| 587832 | 2006 WF95                | 19 novembre 2006  | Spacewatch                |
| 587833 | 2006 WP97                | 19 novembre 2006  | Spacewatch                |
| 587834 | 2006 WT104               | 19 novembre 2006  | Spacewatch                |
| 587835 | 2006 WL114               | 20 novembre 2006  | Spacewatch                |
| 587836 | 2006 WS114               | 20 novembre 2006  | Spacewatch                |
| 587837 | 2006 WK132               | 18 novembre 2006  | Spacewatch                |
| 587838 | 2006 WW134               | 18 novembre 2006  | Mount Lemmon Survey       |
| 587839 | 2006 WR140               | 20 novembre 2006  | Spacewatch                |
| 587840 | 2006 WE153               | 31 ottobre 2006   | Mount Lemmon Survey       |
| 587841 | 2006 WL160               | 5 novembre 2005   | Spacewatch                |
| 587842 | 2006 WD165               | 23 novembre 2006  | Spacewatch                |
| 587843 | 2006 WJ180               | 24 novembre 2006  | Mount Lemmon Survey       |
| 587844 | 2006 WZ182               | 24 novembre 2006  | Spacewatch                |
| 587845 | 2006 WP189               | 25 novembre 2006  | Mount Lemmon Survey       |
| 587846 | 2006 WM196               | 11 novembre 2006  | Spacewatch                |
| 587847 | 2006 WG202               | 22 novembre 2006  | Mount Lemmon Survey       |
| 587848 | 2006 WX207               | 23 novembre 2006  | Mount Lemmon Survey       |
| 587849 | 2006 WZ209               | 24 settembre 2011 | Pan-STARRS                |
| 587850 | 2006 WM210               | 20 gennaio 2013   | Spacewatch                |
| 587851 | 2006 WE211               | 23 ottobre 2011   | Spacewatch                |
| 587852 | 2006 WL213               | 8 ottobre 2015    | Pan-STARRS                |
| 587853 | 2006 WA216               | 6 novembre 2010   | Mount Lemmon Survey       |
| 587854 | 2006 WD217               | 12 febbraio 2008  | Mount Lemmon Survey       |
| 587855 | 2006 WF217               | 24 novembre 2006  | Mount Lemmon Survey       |
| 587856 | 2006 WY217               | 23 ottobre 2011   | Mount Lemmon Survey       |
| 587857 | 2006 WH218               | 22 novembre 2006  | Spacewatch                |
| 587858 | 2006 WH220               | 18 novembre 2006  | Spacewatch                |
| 587859 | 2006 WL220               | 11 luglio 2015    | Pan-STARRS                |
| 587860 | 2006 WE221               | 14 settembre 2013 | Pan-STARRS                |
| 587861 | 2006 WS221               | 24 novembre 2006  | Mount Lemmon Survey       |
| 587862 | 2006 WX222               | 8 febbraio 2008   | Spacewatch                |
| 587863 | 2006 WA225               | 28 settembre 2011 | Mount Lemmon Survey       |
| 587864 | 2006 WH228               | 30 ottobre 2017   | Pan-STARRS                |
| 587865 | 2006 WZ230               | 16 novembre 2006  | Spacewatch                |
| 587866 | 2006 WA232               | 18 novembre 2006  | Spacewatch                |
| 587867 | 2006 XL11                | 10 dicembre 2006  | Spacewatch                |
| 587868 | 2006 XP11                | 23 ottobre 2006   | Spacewatch                |
| 587869 | 2006 XH30                | 13 dicembre 2006  | Mount Lemmon Survey       |
| 587870 | 2006 XB31                | 12 dicembre 2006  | P. Kocher                 |
| 587871 | 2006 XR39                | 12 dicembre 2006  | Spacewatch                |
| 587872 | 2006 XP65                | 13 dicembre 2006  | LINEAR                    |
| 587873 | 2006 XF75                | 3 novembre 2011   | Spacewatch                |
| 587874 | 2006 XH75                | 25 luglio 2015    | Pan-STARRS                |
| 587875 | 2006 XA77                | 24 novembre 2011  | Pan-STARRS                |
| 587876 | 2006 XN78                | 10 gennaio 2013   | Pan-STARRS                |
| 587877 | 2006 XT80                | 13 dicembre 2006  | Mount Lemmon Survey       |
| 587878 | 2006 XR81                | 13 dicembre 2006  | Spacewatch                |
| 587879 | 2006 XG82                | 13 dicembre 2006  | Spacewatch                |
| 587880 | 2006 YK11                | 16 novembre 2006  | Mount Lemmon Survey       |
| 587881 | 2006 YJ21                | 21 dicembre 2006  | Spacewatch                |
| 587882 | 2006 YU21                | 7 ottobre 2005    | Spacewatch                |
| 587883 | 2006 YF25                | 14 dicembre 2006  | Spacewatch                |
| 587884 | 2006 YA29                | 21 dicembre 2006  | Spacewatch                |
| 587885 | 2006 YO29                | 21 dicembre 2006  | Spacewatch                |
| 587886 | 2006 YN33                | 21 dicembre 2006  | Spacewatch                |
| 587887 | 2006 YP37                | 21 dicembre 2006  | Spacewatch                |
| 587888 | 2006 YK39                | 22 novembre 2006  | Mount Lemmon Survey       |
| 587889 | 2006 YM45                | 17 novembre 2006  | Mount Lemmon Survey       |
| 587890 | 2006 YU45                | 21 dicembre 2006  | Mount Lemmon Survey       |
| 587891 | 2006 YH58                | 25 novembre 2006  | Mount Lemmon Survey       |
| 587892 | 2006 YT60                | 27 giugno 2015    | Pan-STARRS                |
| 587893 | 2006 YK62                | 3 gennaio 2012    | Mount Lemmon Survey       |
| 587894 | 2006 YC64                | 26 settembre 2006 | K. Černis, J. Zdanavičius |
| 587895 | 2006 YT64                | 20 novembre 2007  | Mount Lemmon Survey       |
| 587896 | 2006 YD65                | 25 marzo 2014     | Mount Lemmon Survey       |
| 587897 | 2006 YQ65                | 8 maggio 2014     | Pan-STARRS                |
| 587898 | 2006 YZ65                | 26 ottobre 2011   | Pan-STARRS                |
| 587899 | 2007 AH6                 | 17 dicembre 2006  | W. K. Y. Yeung            |
| 587900 | 2007 AT10                | 17 dicembre 2006  | Mount Lemmon Survey       |

## 587901–588000
| Nome   | Designazione provvisoria | Data di scoperta  | Scopritore                |
| ------ | ------------------------ | ----------------- | ------------------------- |
| 587901 | 2007 AM11                | 14 gennaio 2007   | W. Ries                   |
| 587902 | 2007 AQ35                | 9 gennaio 2007    | Spacewatch                |
| 587903 | 2007 BT1                 | 10 gennaio 2007   | Mount Lemmon Survey       |
| 587904 | 2007 BC10                | 17 gennaio 2007   | Spacewatch                |
| 587905 | 2007 BO41                | 24 gennaio 2007   | Mount Lemmon Survey       |
| 587906 | 2007 BW50                | 29 settembre 2005 | Spacewatch                |
| 587907 | 2007 BM66                | 27 gennaio 2007   | Mount Lemmon Survey       |
| 587908 | 2007 BY80                | 31 agosto 2005    | NEAT                      |
| 587909 | 2007 BC87                | 17 gennaio 2007   | Spacewatch                |
| 587910 | 2007 BS90                | 19 gennaio 2007   | Osservatorio di Mauna Kea |
| 587911 | 2007 BM91                | 28 febbraio 2008  | Spacewatch                |
| 587912 | 2007 BK93                | 17 luglio 2004    | Cerro Tololo Obs.         |
| 587913 | 2007 BG98                | 30 marzo 2008     | Spacewatch                |
| 587914 | 2007 BJ98                | 27 dicembre 2006  | Mount Lemmon Survey       |
| 587915 | 2007 BR100               | 25 gennaio 2007   | Spacewatch                |
| 587916 | 2007 BN102               | 26 ottobre 2005   | Spacewatch                |
| 587917 | 2007 BU102               | 1 ottobre 2005    | Mount Lemmon Survey       |
| 587918 | 2007 BA104               | 17 gennaio 2007   | Spacewatch                |
| 587919 | 2007 BL104               | 24 dicembre 2011  | Mount Lemmon Survey       |
| 587920 | 2007 BO104               | 28 gennaio 2007   | Mount Lemmon Survey       |
| 587921 | 2007 BQ104               | 24 gennaio 2007   | Mount Lemmon Survey       |
| 587922 | 2007 BA109               | 26 gennaio 2007   | Spacewatch                |
| 587923 | 2007 BQ111               | 18 aprile 2013    | Mount Lemmon Survey       |
| 587924 | 2007 BU111               | 28 gennaio 2007   | Spacewatch                |
| 587925 | 2007 BK112               | 2 gennaio 2012    | Spacewatch                |
| 587926 | 2007 BS112               | 24 giugno 2014    | Mount Lemmon Survey       |
| 587927 | 2007 BE114               | 27 gennaio 2007   | Spacewatch                |
| 587928 | 2007 BQ114               | 17 gennaio 2007   | Spacewatch                |
| 587929 | 2007 BE116               | 17 gennaio 2007   | Spacewatch                |
| 587930 | 2007 BC119               | 27 gennaio 2007   | Spacewatch                |
| 587931 | 2007 CP8                 | 6 febbraio 2007   | Spacewatch                |
| 587932 | 2007 CK24                | 8 febbraio 2007   | Spacewatch                |
| 587933 | 2007 CE28                | 6 febbraio 2007   | Spacewatch                |
| 587934 | 2007 CF29                | 24 gennaio 2007   | Mount Lemmon Survey       |
| 587935 | 2007 CE50                | 17 gennaio 2007   | Spacewatch                |
| 587936 | 2007 CU55                | 27 gennaio 2007   | Mount Lemmon Survey       |
| 587937 | 2007 CM56                | 15 febbraio 2007  | CSS                       |
| 587938 | 2007 CP56                | 21 dicembre 2006  | Mount Lemmon Survey       |
| 587939 | 2007 CB66                | 29 gennaio 2003   | SDSS Collaboration        |
| 587940 | 2007 CB70                | 1 ottobre 2005    | Mount Lemmon Survey       |
| 587941 | 2007 CO72                | 14 febbraio 2007  | Osservatorio di Mauna Kea |
| 587942 | 2007 CY81                | 9 marzo 2007      | Mount Lemmon Survey       |
| 587943 | 2007 CL82                | 25 luglio 2015    | Pan-STARRS                |
| 587944 | 2007 CO82                | 6 febbraio 2007   | Mount Lemmon Survey       |
| 587945 | 2007 CP82                | 13 febbraio 2007  | Mount Lemmon Survey       |
| 587946 | 2007 CV82                | 6 febbraio 2007   | Mount Lemmon Survey       |
| 587947 | 2007 CZ82                | 13 febbraio 2007  | Mount Lemmon Survey       |
| 587948 | 2007 CS83                | 7 febbraio 2007   | Spacewatch                |
| 587949 | 2007 DJ1                 | 16 febbraio 2007  | W. Bickel                 |
| 587950 | 2007 DM5                 | 24 dicembre 2006  | Spacewatch                |
| 587951 | 2007 DT16                | 17 febbraio 2007  | Spacewatch                |
| 587952 | 2007 DN40                | 19 febbraio 2007  | Mount Lemmon Survey       |
| 587953 | 2007 DK44                | 17 febbraio 2007  | Mount Lemmon Survey       |
| 587954 | 2007 DT47                | 27 gennaio 2007   | Mount Lemmon Survey       |
| 587955 | 2007 DP55                | 21 febbraio 2007  | Spacewatch                |
| 587956 | 2007 DV55                | 21 febbraio 2007  | Spacewatch                |
| 587957 | 2007 DJ58                | 21 febbraio 2007  | Spacewatch                |
| 587958 | 2007 DO63                | 21 febbraio 2007  | Spacewatch                |
| 587959 | 2007 DY64                | 21 febbraio 2007  | Spacewatch                |
| 587960 | 2007 DG65                | 21 febbraio 2007  | Spacewatch                |
| 587961 | 2007 DJ65                | 21 febbraio 2007  | Spacewatch                |
| 587962 | 2007 DW66                | 21 febbraio 2007  | Spacewatch                |
| 587963 | 2007 DH72                | 21 febbraio 2007  | Spacewatch                |
| 587964 | 2007 DL79                | 23 febbraio 2007  | Spacewatch                |
| 587965 | 2007 DD107               | 27 gennaio 2007   | Spacewatch                |
| 587966 | 2007 DZ110               | 23 febbraio 2007  | Mount Lemmon Survey       |
| 587967 | 2007 DW111               | 25 febbraio 2007  | Spacewatch                |
| 587968 | 2007 DY118               | 16 febbraio 2007  | CSS                       |
| 587969 | 2007 DM120               | 23 febbraio 2007  | Spacewatch                |
| 587970 | 2007 DB121               | 25 febbraio 2007  | Mount Lemmon Survey       |
| 587971 | 2007 DJ122               | 28 gennaio 2007   | Mount Lemmon Survey       |
| 587972 | 2007 DZ122               | 5 giugno 2014     | Pan-STARRS                |
| 587973 | 2007 DQ123               | 29 dicembre 2011  | Mount Lemmon Survey       |
| 587974 | 2007 DK124               | 19 febbraio 2002  | Spacewatch                |
| 587975 | 2007 DC125               | 15 gennaio 2018   | Pan-STARRS                |
| 587976 | 2007 DJ127               | 22 febbraio 2007  | Spacewatch                |
| 587977 | 2007 DY127               | 25 febbraio 2007  | Spacewatch                |
| 587978 | 2007 DL129               | 17 febbraio 2007  | Spacewatch                |
| 587979 | 2007 DP129               | 17 febbraio 2007  | Spacewatch                |
| 587980 | 2007 DX129               | 21 febbraio 2007  | Mount Lemmon Survey       |
| 587981 | 2007 EK4                 | 8 febbraio 2007   | Spacewatch                |
| 587982 | 2007 ES6                 | 17 febbraio 2007  | Spacewatch                |
| 587983 | 2007 EJ9                 | 24 maggio 2003    | Spacewatch                |
| 587984 | 2007 ER22                | 23 febbraio 2007  | Mount Lemmon Survey       |
| 587985 | 2007 EU23                | 10 marzo 2007     | Mount Lemmon Survey       |
| 587986 | 2007 EX28                | 23 febbraio 2007  | Spacewatch                |
| 587987 | 2007 EO30                | 10 marzo 2007     | Spacewatch                |
| 587988 | 2007 ET38                | 11 marzo 2007     | Spacewatch                |
| 587989 | 2007 EJ39                | 10 marzo 2007     | G. Hug                    |
| 587990 | 2007 EE50                | 10 marzo 2007     | Mount Lemmon Survey       |
| 587991 | 2007 EA59                | 27 gennaio 2007   | Spacewatch                |
| 587992 | 2007 EV60                | 10 marzo 2007     | Spacewatch                |
| 587993 | 2007 EU61                | 26 febbraio 2007  | Mount Lemmon Survey       |
| 587994 | 2007 EB81                | 28 gennaio 2007   | Mount Lemmon Survey       |
| 587995 | 2007 EV83                | 12 marzo 2007     | Mount Lemmon Survey       |
| 587996 | 2007 EO90                | 9 marzo 2007      | Mount Lemmon Survey       |
| 587997 | 2007 EK94                | 10 marzo 2007     | Mount Lemmon Survey       |
| 587998 | 2007 EO95                | 10 marzo 2007     | Mount Lemmon Survey       |
| 587999 | 2007 EA97                | 10 marzo 2007     | Mount Lemmon Survey       |
| 588000 | 2007 EB106               | 24 settembre 1992 | Spacewatch                |